# David Zwirner
Pour les articles homonymes, voir Zwirner.
David Zwirner (né le 23 octobre 1964) est un marchand d'art allemand,,,.
Il est le fils de Rudolf Zwirner, fondateur d'Art Cologne.
Il a organisé des expositions caritatives pour aider les victimes des attentats du 11 septembre 2001 et du tremblement de terre de 2010 à Haïti.